# Letnia
Letnia (ukr. Летня) – wieś na Ukrainie w rejonie drohobyckim należącym do obwodu lwowskiego.
Znajdował się tu monastyr bazylianów zlikwidowany przez władze austriackie po I rozbiorze Polski.
Większość mieszkańców Letni wyjechała po drugiej wojnie światowej do wsi Karszów na Dolnym Śląsku.